# NGC 2423-3
NGC 2423-3 är en röd jättestjärna belägen cirka 2498 ljusår bort i norra delen av stjärnbilden Akterskeppet. Stjärnan ingår i den öppna stjärnhopen NGC 2423 (därav namnet NGC 2423-3).

## Planetsystem
NGC 2423-3 b är en exoplanet som är 10,6 gånger mer massiv än Jupiter, till och med mer massiv än Pi Mensae b, som har en massa som är cirka 10,3 gånger Jupiters. Endast minimummassan är känd eftersom omloppsbanans lutning inte är känd. Det kan troligen istället vara en brun dvärg, liknande NGC 4349-127 b. Planeten kretsar vid 10,2 μpc, vilket ger en omloppsperiod av 1 956 år kring stjärnan. Dess excentricitet är ungefär densamma som för Merkurius, men mindre än Plutos.
Planeten upptäcktes av Chad Lovis och Michel Mayor i juli 2007. Lovis hade i maj 2006 också hittat tre planeter med Neptunusmassa som kretsade kring HD 69830, även de i Akterskeppet.
| Planet | Massa       | Halv storaxel (AE) | Siderisk omloppstid (d) | Excentricitet | Inklination | Radie |
| ------ | ----------- | ------------------ | ----------------------- | ------------- | ----------- | ----- |
| b      | ≥ 10,6 ± MJ | 2,10 ±             | 714,3 ± 5,3             | 0,21 ± 0,07   | -           | -     |